# Darius Miceika
Darius Miceika (in russo Дарюс Мицейка?, Darjus Micejka; Vilnius, 22 febbraio 1983) è un ex calciatore lituano, centrocampista.

## Statistiche

### Cronologia presenze e reti in nazionale
| Cronologia completa delle presenze e delle reti in nazionale ― Lituania | Cronologia completa delle presenze e delle reti in nazionale ― Lituania | Cronologia completa delle presenze e delle reti in nazionale ― Lituania | Cronologia completa delle presenze e delle reti in nazionale ― Lituania | Cronologia completa delle presenze e delle reti in nazionale ― Lituania | Cronologia completa delle presenze e delle reti in nazionale ― Lituania | Cronologia completa delle presenze e delle reti in nazionale ― Lituania | Cronologia completa delle presenze e delle reti in nazionale ― Lituania |
| Data                                                                    | Città                                                                   | In casa                                                                 | Risultato                                                               | Ospiti                                                                  | Competizione                                                            | Reti                                                                    | Note                                                                    |
| ----------------------------------------------------------------------- | ----------------------------------------------------------------------- | ----------------------------------------------------------------------- | ----------------------------------------------------------------------- | ----------------------------------------------------------------------- | ----------------------------------------------------------------------- | ----------------------------------------------------------------------- | ----------------------------------------------------------------------- |
| 1-3-2006                                                                | Tirana                                                                  | Albania                                                                 | 1 – 2                                                                   | Lituania                                                                | Amichevole                                                              | -                                                                       | 88’                                                                     |
| 6-9-2006                                                                | Kaunas                                                                  | Lituania                                                                | 1 – 2                                                                   | Scozia                                                                  | Qual. Euro 2008                                                         | 1                                                                       | 83’                                                                     |
| 7-10-2006                                                               | Tórshavn                                                                | Fær Øer                                                                 | 0 – 1                                                                   | Lituania                                                                | Qual. Euro 2008                                                         | -                                                                       |                                                                         |
| 11-10-2006                                                              | Madinat al-Kuwait                                                       | Kuwait                                                                  | 1 – 0                                                                   | Lituania                                                                | Amichevole                                                              | -                                                                       |                                                                         |
| 15-11-2006                                                              | Paola                                                                   | Malta                                                                   | 1 – 4                                                                   | Lituania                                                                | Amichevole                                                              | -                                                                       | 66’                                                                     |
| 6-2-2007                                                                | La Courneuve                                                            | Mali                                                                    | 3 – 1                                                                   | Lituania                                                                | Amichevole                                                              | -                                                                       | 78’                                                                     |
| 31-5-2008                                                               | Jūrmala                                                                 | Lituania                                                                | 1 – 0                                                                   | Estonia                                                                 | Coppa del Baltico 2008                                                  | -                                                                       | 53’                                                                     |
| 19-11-2008                                                              | Tallinn                                                                 | Lituania                                                                | 1 – 1                                                                   | Moldavia                                                                | Turniir Linnapeade Karikatele                                           | -                                                                       | 46’                                                                     |
| 22-11-2008                                                              | Kuressaare                                                              | Estonia                                                                 | 1 – 1                                                                   | Lituania                                                                | Turniir Linnapeade Karikatele                                           | -                                                                       | 63’                                                                     |
| 11-2-2009                                                               | Albufeira                                                               | Andorra                                                                 | 1 – 3                                                                   | Lituania                                                                | Amichevole                                                              | -                                                                       | 64’                                                                     |
| Totale                                                                  |                                                                         | Presenze                                                                | 10                                                                      |                                                                         | Reti                                                                    | 1                                                                       |                                                                         |

## Palmarès

### Club

#### Competizioni nazionali
- Campionato lettone: 1

Metalurgs Liepāja: 2005
- Coppa di Lettonia: 1

Metalurgs Liepāja: 2006

#### Competizioni internazionali
- Baltic League: 1

Metalurgs Liepāja: 2007